# Hausschaf

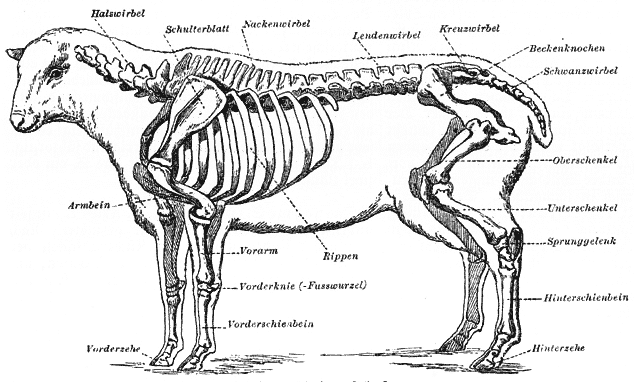
Skelettaufbau

Das Hausschaf (Ovis gmelini aries; früher Ovis aries Linné), kurz auch Schaf, ist die domestizierte Form des Mufflons. Es spielt in der Geschichte der Menschheit eine bedeutende Rolle als Milch-, Lammfleisch- beziehungsweise Hammelfleisch-, Woll- und Schaffelllieferant.

## Bezeichnungen des Schafes
Das männliche Tier nennt man Bock oder Widder, das weibliche wird als Mutterschaf, Au, Aue oder Zibbe bezeichnet. Jungschafe werden nicht nur als Lamm, sondern auch als Jährling oder Zutreter bezeichnet. Schafe erreichen ein Alter von zehn bis zwölf, maximal 20 Jahren. Das Schaf wird außerdem nach Alter und Geschlecht unterschieden in:
- Lamm: nicht älter als ein Jahr.
- Milchlamm: mindestens acht Wochen alt, aber nicht älter als sechs Monate.
- Mastlamm: bis zu einem Jahr, weibliche Tiere zwischen 6 Monaten und Zuchtreife auch Jungschaf.
- Hammel (Schöps): das männliche, kastrierte, über ein Jahr alte Tier.
- Schaf, weiblich: über ein Jahr alt. Mit Schaf ist meistens das Mutterschaf (Mutter) gemeint, das zur Zucht eingesetzt wird. Im nord- und mitteldeutschen Raum wird ein weibliches Zuchtschaf auch Zibbe genannt.
- Bock, männlich: nicht kastriert, älter als ein Jahr.

Ab sieben Tieren spricht man von einer Schafherde.

## Geschichte des Schafes als Haustier
Nach früherer Auffassung entwickelten sich die kurzschwänzigen Hausschafrassen Nordwesteuropas, wie etwa die Heidschnucke, und einige afrikanische Rassen aus dem Europäischen Mufflon, die langschwänzigen Rassen (zum Beispiel Merino-, Fettschwanz- und Fettsteißschaf) dagegen aus dem Urial. Aufgrund neuerer Erkenntnisse hat sich die Auffassung durchgesetzt, dass alle Hausschafrassen und -typen von nur einer Wildform, dem Armenischen Mufflon abstammen. Die Domestizierung des Schafes erfolgte schätzungsweise zwischen 8200 und 7500 v. Chr. und fand höchstwahrscheinlich in Anatolien statt. Schafe gehören (wie auch Hunde, Rinder und Ziegen) damit zu den ältesten Haustieren. Sie sind robust und genügsam, das macht sie anpassungsfähig in Bezug auf klimatische Bedingungen und Nahrungsangebot, was sicherlich zur weltweiten Verbreitung dieser Nutztiere beigetragen hat. Die ursprüngliche Züchtung bezog sich weitgehend auf die Lieferung von Fleisch als Nahrungsressource. Möglicherweise ab 6500 v. Chr. wurden Schafe auch zunehmend wegen ihrer Wolle gehalten. Erkennbar ist dies archäologisch an der Änderung der Altersstruktur hin zu älteren Individuen und der Zusammensetzung des Skelettmaterials in diversen Fundstellen. In der Folge nahm zudem die Körpergröße sukzessive zu. Im Zuge der Ausbreitung des Neolithikums erreichte das Hausschaf um 4500 bis 4000 v. Chr. auch den Nord- und Ostseeraum. Genetischen Untersuchungen zufolge geschah die Einwanderung in Mitteleuropa auf zwei Wegen: einerseits über eine westliche Route via Italien und Frankreich, anderseits über eine östliche Route via den Balkan und Österreich. Dabei ließ sich eine teils vertretene Meinung über zwei Einwanderungswellen unterschiedlicher Hausschaftypen, die Tiere mit normalem Haarkleid und solche mit wolligem Fell betreffen, nicht bestätigen. Vielmehr ist es wahrscheinlich, dass wollige Schafe mehrfach unabhängig gezüchtet wurden.
Ein sehr gründlich beschriebenes frühes Nutzschaf ist das sogenannte „Torfschaf“ der Schweizer Pfahlbausiedlungen, das in Verbindung zu verschiedenen neuzeitlichen Primitivrassen des alpenländischen Raumes steht, wie dem Waldschaf.
Sehr früh in der Geschichte der Schafzucht tauchen auch bereits Tiere vom Typ des Zackelschafes auf, die wegen ihrer gerade abstehenden und in sich gedrehten Hörner auffallen. Schon in bronzezeitlichen Beständen finden sich auch Vierhornschafe, deren herausragendes Merkmal die Bildung irregulärer zusätzlicher Hörner ist. Regionale Schafrassen bildeten sich sehr früh heraus. Die Mehrzahl der heute in den westlichen Ländern gehaltenen Schafrassen sind Zuchten, die ab dem 18. Jahrhundert entstanden. Einer der bedeutendsten Züchter war Robert Bakewell (1725–1795), der als Erster eine selektive Zuchtwahl betrieb und lokale britische Rassen wie das Lincolnschaf und Leicesterschaf in ihrer Fleischleistung verbesserte. Wegen seiner Zuchterfolge nannten ihn seine britischen Zeitgenossen den „Großen Verbesserer“. Die von Bakewell verbesserten Schafrassen wurden in späteren Jahrzehnten in andere Länder ausgeführt, darunter auch Australien und Nordamerika. Sie haben zur Herausbildung zahlreicher moderner Schafrassen geführt. Dem schwerpunktmäßig in Mittel- und Osteuropa gehaltenen Texelschaf wurden Mitte des 19. Jahrhunderts beispielsweise insbesondere Leicester- und Lincolnschafe eingekreuzt. Ebenso wurden in das französische Bleu du Maine Leicesterschafe eingekreuzt. Philip Walling geht in seiner 'Geschichte der britischen Schafzucht' davon aus, dass es heute in der gesamten westlichen Welt keine Schafrasse gibt, die nicht auch Erbgut des von Bakewell verbesserten Leicesterschafes aufweist.
Die Schafzucht stellte in vielen Kulturen, besonders im Mittelmeerbereich, eine häufige Form der Landwirtschaft dar.
Das Schaf hatte eine fundamentale Bedeutung in den alten Wirtschaftssystemen und diente lebend als Lieferant für Wolle und Milch, mit Milchprodukten wie Joghurt, Kefir und Schafkäse, sowie das geschlachtete Tier als Fleisch- und Fell-Lieferant. Schafe liefern beispielsweise auch das Rohmaterial für Leime, Kerzen und Seife (Talg) und kosmetische Produkte, der Darm wird bei der Wurstherstellung und zum Bespannen von Tennisschlägern verwendet, der Schafskot liefert hochwertigen Dünger.

## Verbreitung

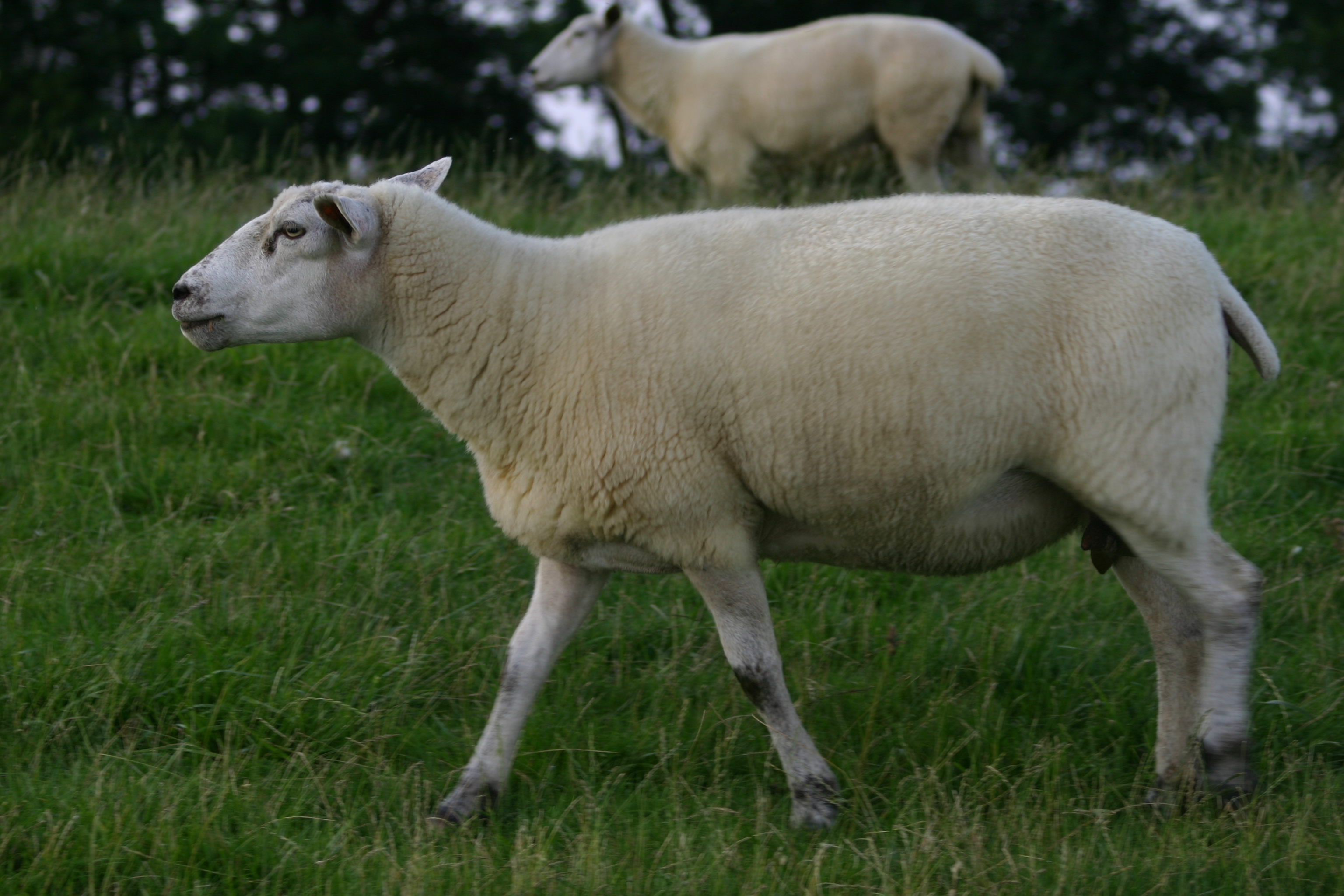
Schafe werden auf Deichen gehalten, damit sie die Grasnarbe kurz halten und mit ihren Klauen den Boden festtreten (hier auf dem Deich der Ems in Emden)

Auf der Welt gab es 2018 1,2 Mrd. Schafe, wovon ca. 50 Prozent in Asien lebten. In Afrika waren etwa 30 Prozent beheimatet und in Europa ungefähr 10 Prozent. Der Rest verteilte sich auf Ozeanien und Amerika.
In Europa lebten in Großbritannien mit zirka 33 Mio. Tieren im Jahre 2018 die meisten Schafe. Im Vergleich spielte Deutschland mit 1,6 Millionen Tieren 2018 eine geringere Rolle. Die Schafbestände in der EU sinken in den letzten Jahren stetig, was auf die Reform der gemeinsamen Agrarpolitik und die Entkopplung der Prämien von der Produktion zurückgeführt wird.
Betrachtet man die beiden wichtigsten Produktionsrichtungen, Fleisch und Wolle, fällt auf, dass Asien vor allem Wolle erzeugt und Europa Fleisch. Neuseeland nimmt hinsichtlich der Produktivität sowohl beim Fleisch als auch bei der Wolle eine Spitzenstellung ein. Afrika hat eine geringe Produktivität; dort werden aber vermehrt Rassen gehalten, die für die Haar- bzw. Pelzproduktion gezüchtet wurden.
In Deutschland überwiegt die standortgebundene Schafhaltung. 1994 wurden über 34 Prozent des Bestandes auf Koppeln gehalten. Die Herden, die das Bild in der Öffentlichkeit prägen, die Wanderherden und die Deichschäferei hatten 1994 einen Anteil von 15,7 bzw. 4 Prozent.

## Heutige Nutzung

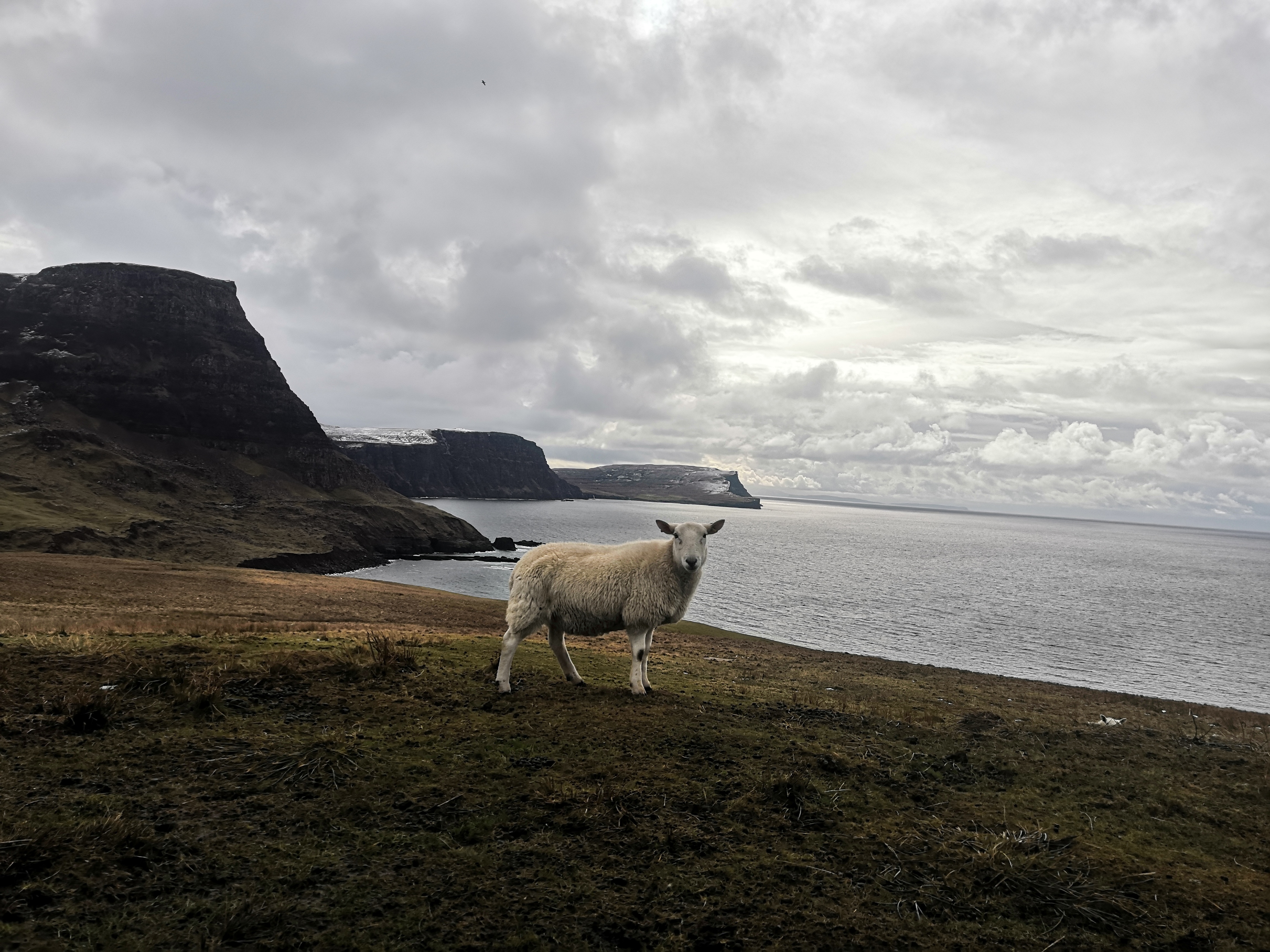
Freilaufendes Hausschaf auf der Isle of Skye in Schottland (2023)

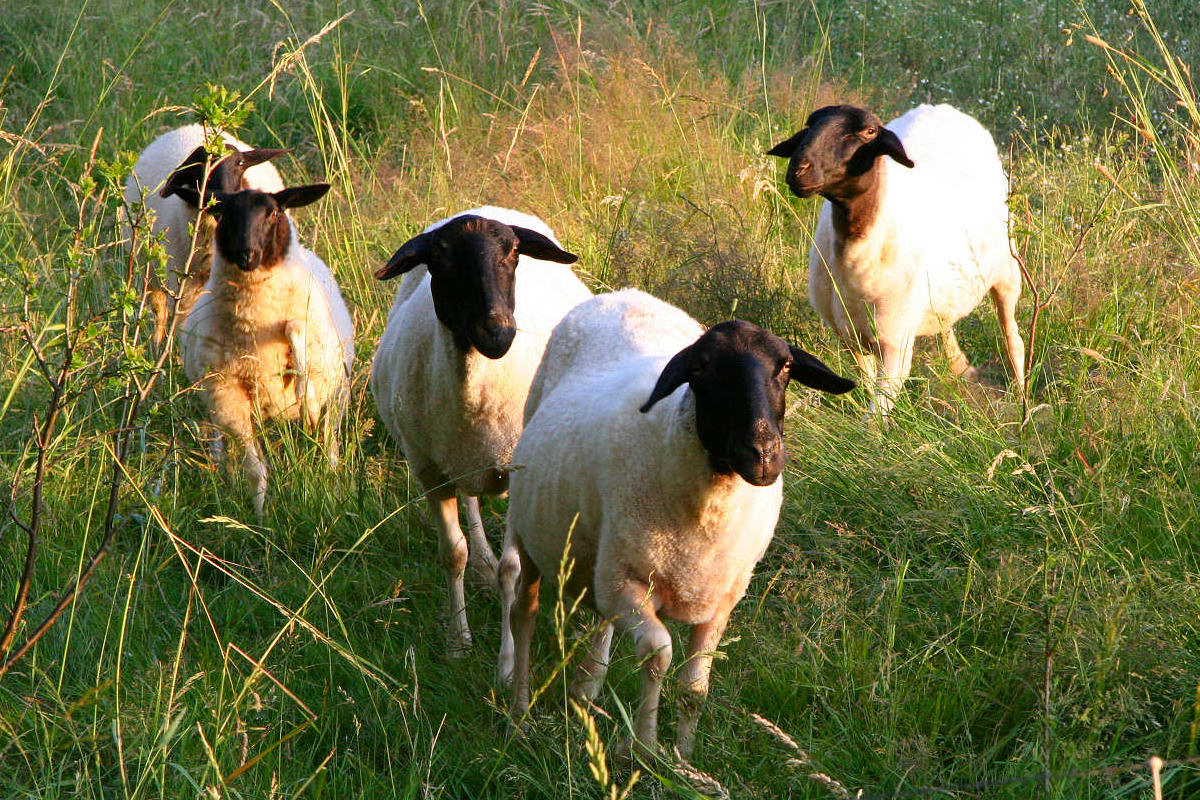
Rhönschafe auf einer Streuobstwiese

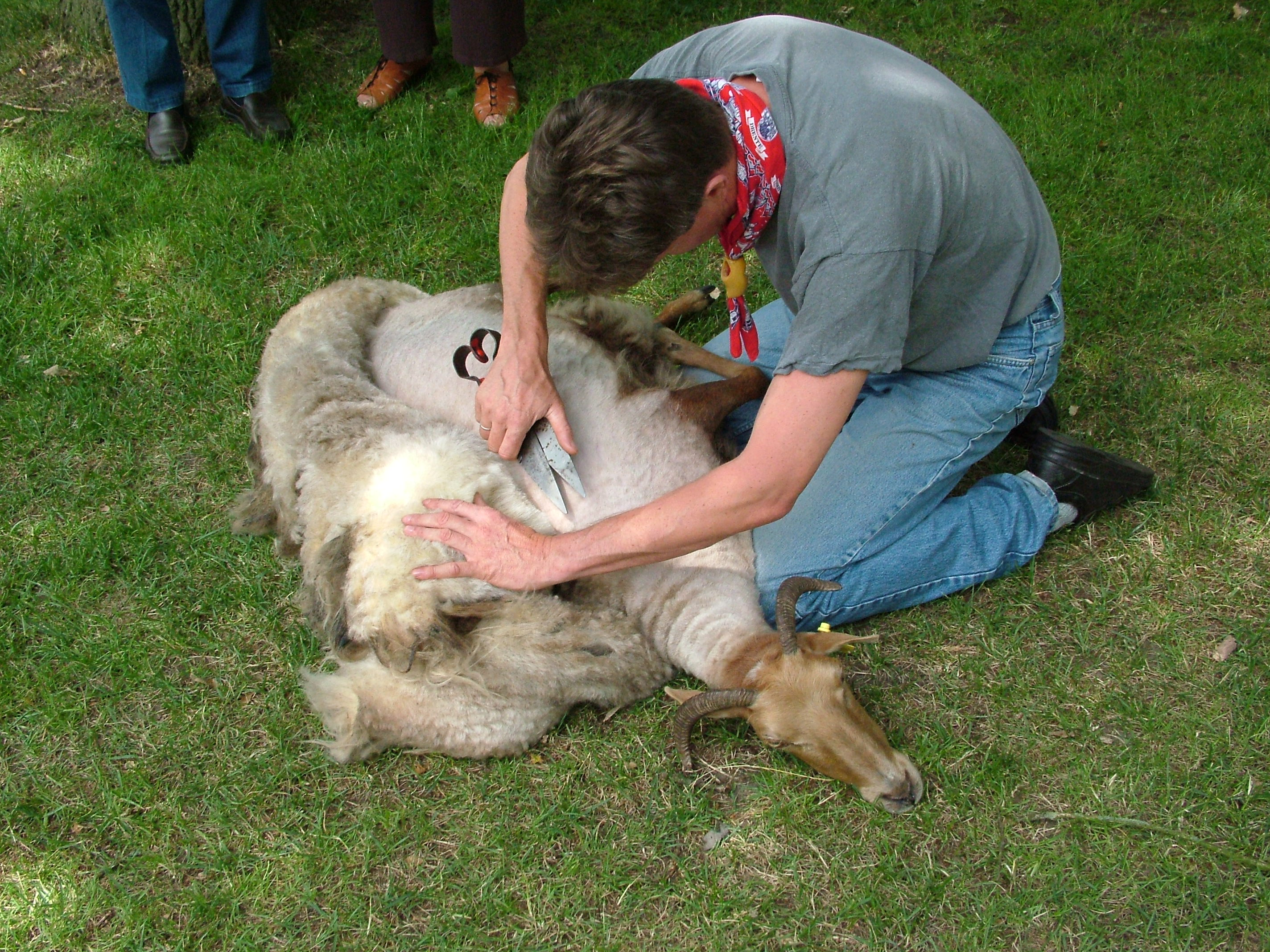
Traditionelle Schafschur auf einem Volksfest in Orvelte, Provinz Drenthe, Niederlande

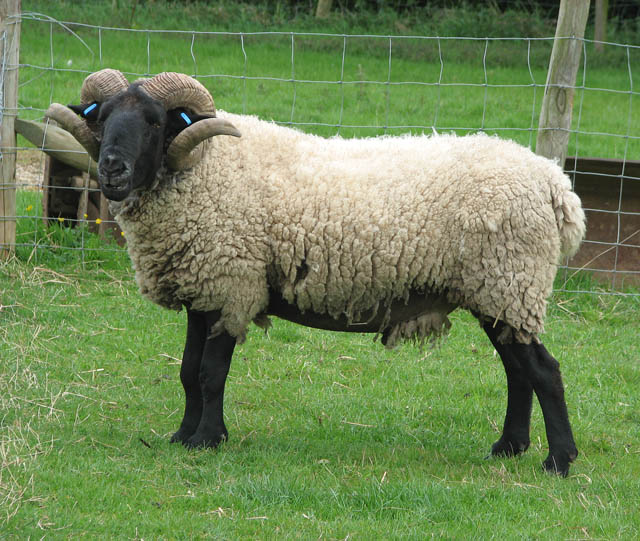
Gehörntes Schaf, hier ein Norfolk-Horn-Widder

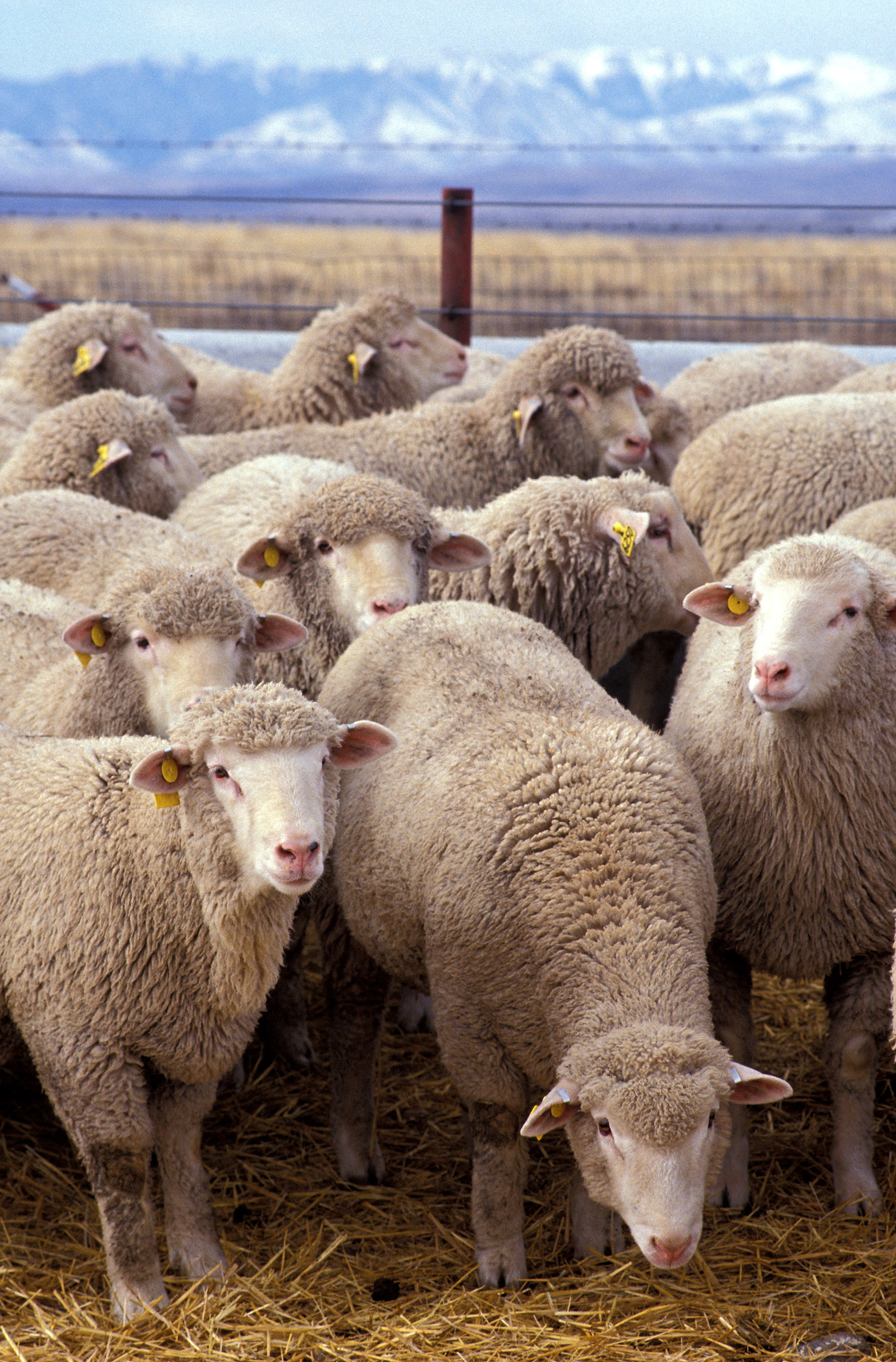
Schafherde

In Europa werden überwiegend intensiv genutzte Rassen gehalten, die der Fleischerzeugung dienen. Die Lämmermast ist damit der wichtigste Zweig der Schafhaltung. Das war nicht immer so: Schafe wurden in Deutschland bis Anfang der 1950er Jahre vor allem auf den Wollertrag gezüchtet. Durch die Verdrängung der Schafwolle durch Baumwolle und chemische Fasern ist seitdem ein starkes Umschwenken der Zuchtrichtung festzustellen. Galt bis dahin, dass die Wolle etwa 90 Prozent und die Lämmer etwa zehn Prozent des wirtschaftlichen Ertrags liefern, hat sich das Verhältnis inzwischen umgekehrt. Erhielt man 1950 für ein Kilogramm Wolle noch 4,50 DM (2,30 €), so liegt der Preis heutzutage – unter Schwankungen – bei 0,50 bis 0,75 € pro Kilogramm.
Neben der Züchtung auf Wolle gibt es noch die Züchtung auf Milchleistung wie zum Beispiel beim Ostfriesischen Milchschaf oder auf das Fell (Lämmer des Karakulschafes) und Fleisch.
In Deutschland werden die extensiven Schafrassen zur Landschaftspflege eingesetzt. Sie erhält Grünflächen oder Landschaftsformen wie die Heide in ihrer Form und Funktion.
Ohne die Schafe würden diese Landschaften versteppen bzw. verwalden. Eine besondere Funktion besitzen Schafe beim Schutz von Deichen. Nicht nur verhindern sie eine Versteppung, durch ihren Tritt festigen sie den Untergrund und leisten einen direkten Beitrag gegen einen möglichen Deichbruch. Für diese Ökosystemleistungen werden Schäfer oft über Fördermittel des Naturschutzes vergütet, der Erlös der Schafprodukte tritt dann in den Hintergrund.
Der Darm von Schafen wird unter der irreführenden Bezeichnung Katzendarm für Saiten von Musikinstrumenten und Tennisschlägern verwendet sowie zur Herstellung von Saitlingen. In der Medizin wurde er als Garn zum Vernähen von Wunden benutzt.
Selbst auf Flughäfen werden vereinzelt Schafe als „natürliche Rasenmäher“ eingesetzt. So ist es auf dem Flughafen in Hamburg der Fall. Zudem werden sie zur Bekämpfung des Riesen-Bärenklaus verwendet.

## Schafe in Kunst und Kultur
Eine vielfältige symbolhafte Tradition macht Schafe zum Gegenstand in Kunst und Kultur.
Aus der antiken Literatur ist die Schäferdichtung überliefert, die im Barock eine Rezeption erfuhr. Bildliche Darstellungen finden sich vielfach in Skulpturen wie dem Schafbrunnen.
Die Kirche benutzt die Metapher Hirt und Herde für Pastor und Gemeinde. In der christlichen Kunst ist das Lamm Gottes, Agnus Dei, ein altes Symbol für Christus. In der Heraldik ist es zusammen mit der Kirchenfahne im Wappen vieler europäischer Gemeinden abgebildet. Im Deutschen gibt es den Begriff „lammfromm“.
Im Volksmund gilt das Schaf häufig als Inbegriff der Feigheit oder Dummheit. Sogar Gelehrte folgten häufig dieser Einschätzung. So urteilte der berühmte Zoologe Alfred Brehm, Autor des zoologischen Standardwerks Brehms Tierleben, über das Schaf: „Es begreift und lernt nichts […] Seine Furchtsamkeit ist lächerlich, seine Feigheit erbärmlich. Jedes unbekannte Geräusch macht die Herde stutzig, Blitz und Donner und Sturm und Unwetter überhaupt bringen sie gänzlich aus der Fassung.“
Redensartlich taucht das Schaf etwa in „seine Schäfchen ins Trockene bringen“, in „das schwarze Schaf der Familie sein“ oder „der Wolf im Schafspelz“ auf.
Die meteorologische Singularität Schafskälte ist nach einem Haltungsaspekt bei diesem Tier benannt.
In der 1978 entstandene Cartoon-Serie Die Hammlets figurieren Schafe als Handlungsträger.
1995 schufen die Aardman Studios im Wallace & Gromit Kurzfilm Unter Schafen den Charakter eines außergewöhnlich gewitzten Schafes namens Shaun (homophon zum englischen Adjektiv für geschoren/„pelzloses Schaf“). Hieraus entstand ab 2007 die Serie Shaun das Schaf.
Homer erzählt in der Odyssee, dass Odysseus mit seinen Gefährten aus der Höhle des Riesen Polyphem floh, indem sie sich an die Bäuche von Widdern banden, als Polyphem seine Schafherde hinaus auf die Weide trieb.
Das Vorderseitenbild des Bockstalers ist schon im Motiv auf mittelalterlichen Brakteaten Schaffhausens zu sehen. Das ist ein Beispiel für die große Bedeutung der Schafe für die Menschen aus vergangenen Zeiten.

## Schafe in Wissenschaft und Forschung

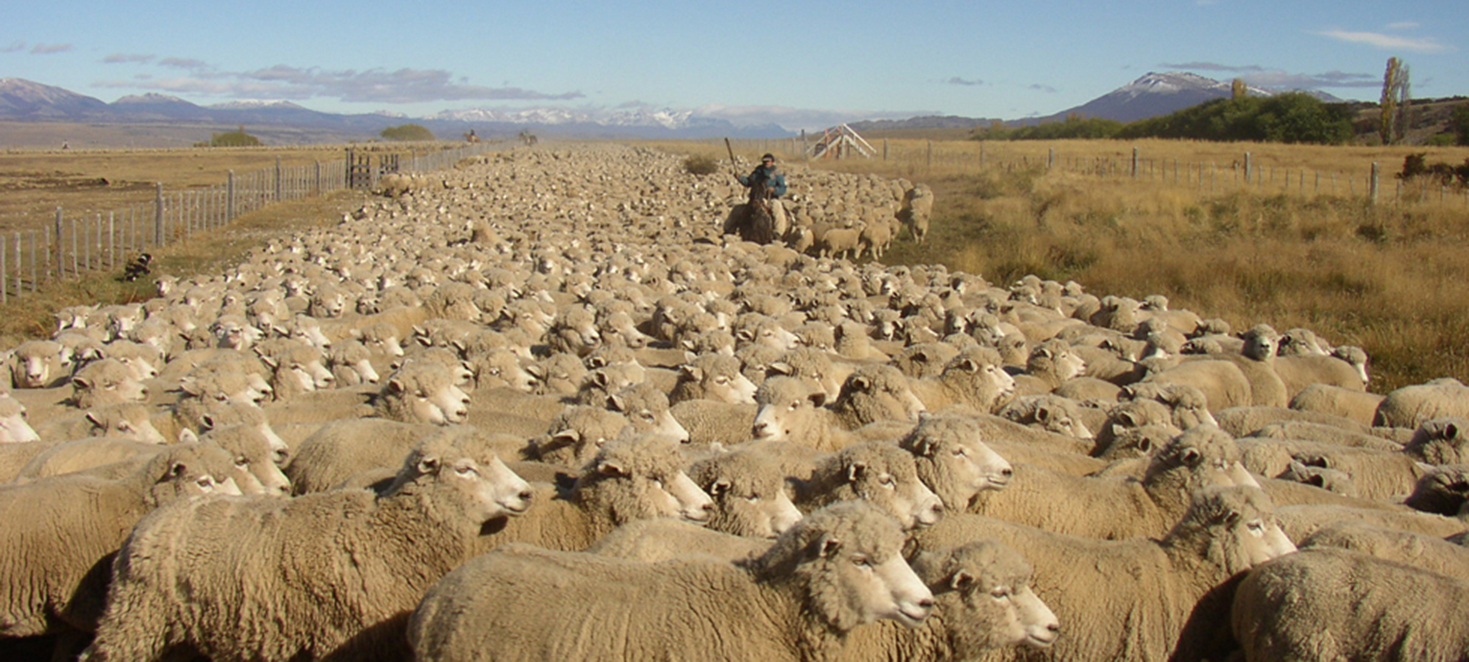
Schafherde in Patagonien, Argentinien

Forscher des Babraham Institute in Cambridge fanden in einer Studie aus dem Jahre 2004 heraus, dass sich das Schaf über 50 Gesichter von Artgenossen über zwei Jahre lang merken kann. Die Studie führte ferner zu dem Ergebnis, dass das Aufhängen von Schafsporträts im Stall zu einer deutlichen Senkung des Adrenalinspiegels und der Pulsfrequenz beim Schaf führt. Die Forscher führten dies darauf zurück, dass das Schaf „bemerkt“, also es so wahrnimmt, dass es „nicht allein“ sei. Das Aufhängen von Bildern mit abstrakten geometrischen Formen (wie beispielsweise Quadraten oder Dreiecken) führte zum Gegenteil, also zum Anstieg der Herzfrequenz auf 113 EKG-Ausschläge, Angst-Blöken, bis hin zu Toben und Panik-Flüchten der Herde.
Im April 2006 findet sich in der britischen Zeitschrift New Scientist (Nr. 2549, S. 19) ein Artikel darüber, dass bereits Lämmer unterscheiden lernen, welche pflanzlichen Futterbestandteile ihnen guttun. Im Experiment hatten Zoologen um Juan Villalba von der Utah State Universität zunächst Substanzen ins Futter gemischt, die bei den Tieren leichtes Unwohlsein erzeugten. Anschließend verschafften sie den Jungtieren Abhilfe, indem sie ihnen das nötige Medikament verabreichten. Wenig später erhielten die Schafe dann im Futter erneut die auslösenden Substanzen in geringer, aber riechbarer Konzentration untergemischt und alle drei zuvor verwendeten Arzneimittel zur diesmal eigenen Auswahl angeboten. Die Vorliebe für das „passende“ Medikament war jeweils signifikant ausgeprägt. Und bei Wiederholungen ließ sich das Erlernte auch noch mindestens fünf Monate lang als im Langzeitgedächtnis verankert und verhaltensbestimmend nachweisen.

„Wenn mit dumm die Unfähigkeit gemeint ist, aus Erfahrungen zu lernen, dann sind Schafe in keiner Weise dumm.“

Schafe sind auch durchaus in der Lage, auf verändernde Umwelteinflüsse „zweckmäßig“ zu reagieren. Zum Beispiel bei intensiver Sonneneinstrahlung: Sie stellen sich, wenn sonst keine Möglichkeit zum Unterstellen vorhanden ist, in einem engen Kreis auf. Hierbei befinden sich die Köpfe der Schafe im Innern des Kreises; die Schafe senken ihre Köpfe dann zwischen ihre Vorderbeine, um sie der intensiven Sonneneinstrahlung zu entziehen. Dabei reduzieren sie ihre Atmung, weil zugleich ihre Aktivität herabgesetzt wird.
Von einer außergewöhnlichen Intelligenzleistung wird bei einer Schafherde in Großbritannien berichtet. Die Tiere sollen, indem sie auf dem Rücken darüberrutschten, einen drei Meter breiten Weiderost überwunden haben, welcher für Vieh eigentlich eine sichere Barriere darstellt.
Vor Entwicklung humaner Antiseren galt für die ausschließlich verfügbaren tierischen Seren die Reihenfolge Pferd, Rind, Hammel. Dadurch sollte eine Sensibilisierung durch artfremdes Eiweiß umgangen werden. Diese Empfehlung galt bis zum letzten Drittel des 20. Jahrhunderts.

## Fortpflanzung

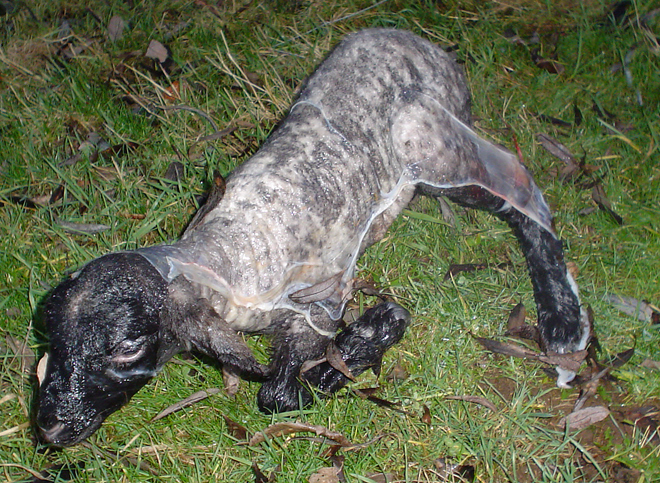
Neugeborenes Lamm, noch in den Eihüllen

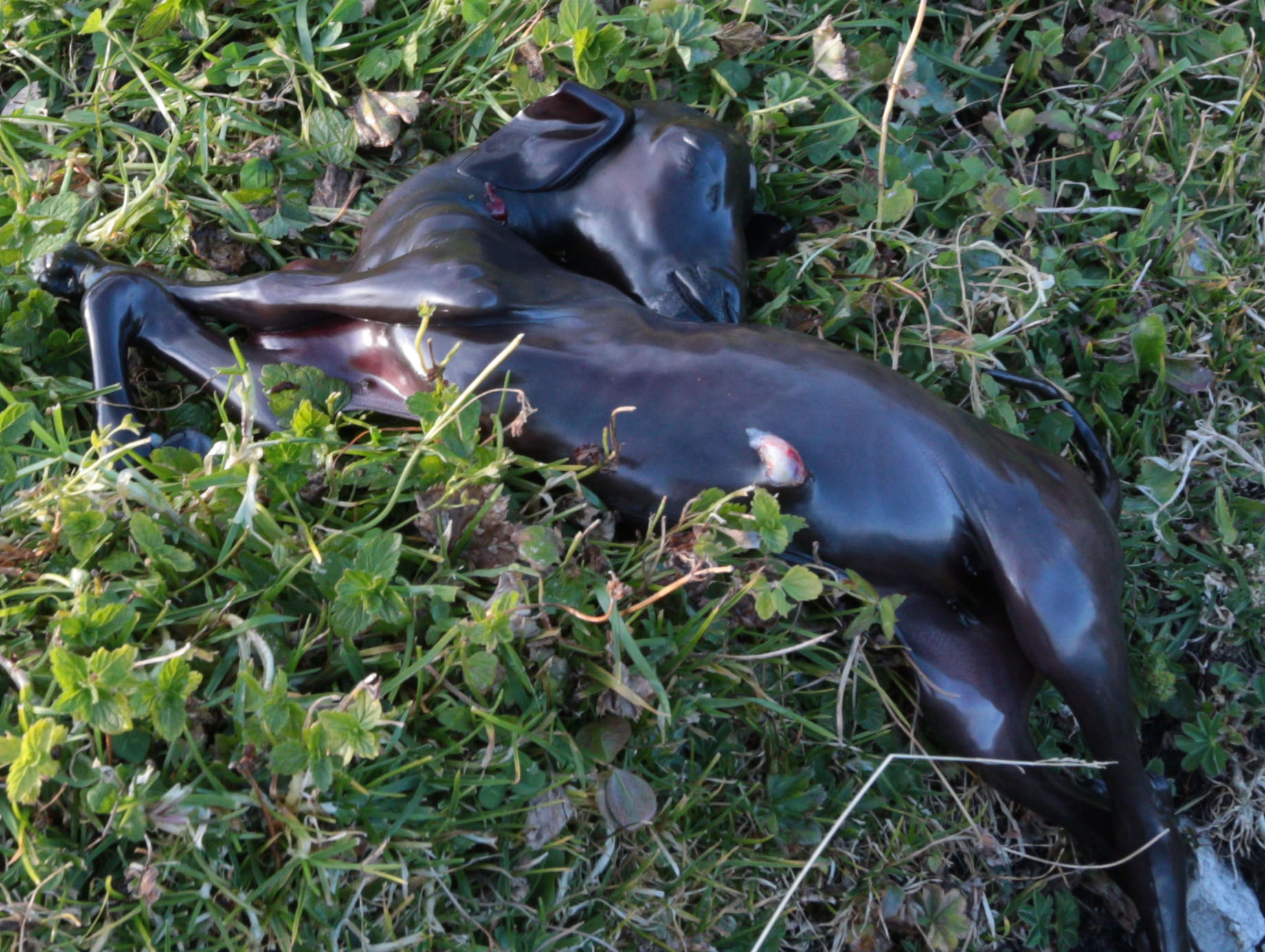
Totgeburt eines Hausschafes

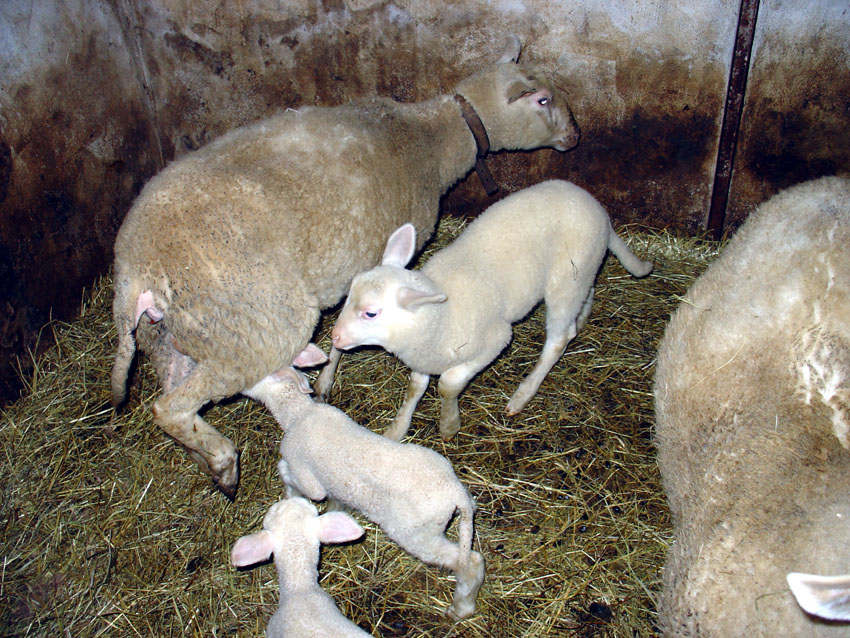
Schaf beim Säugen

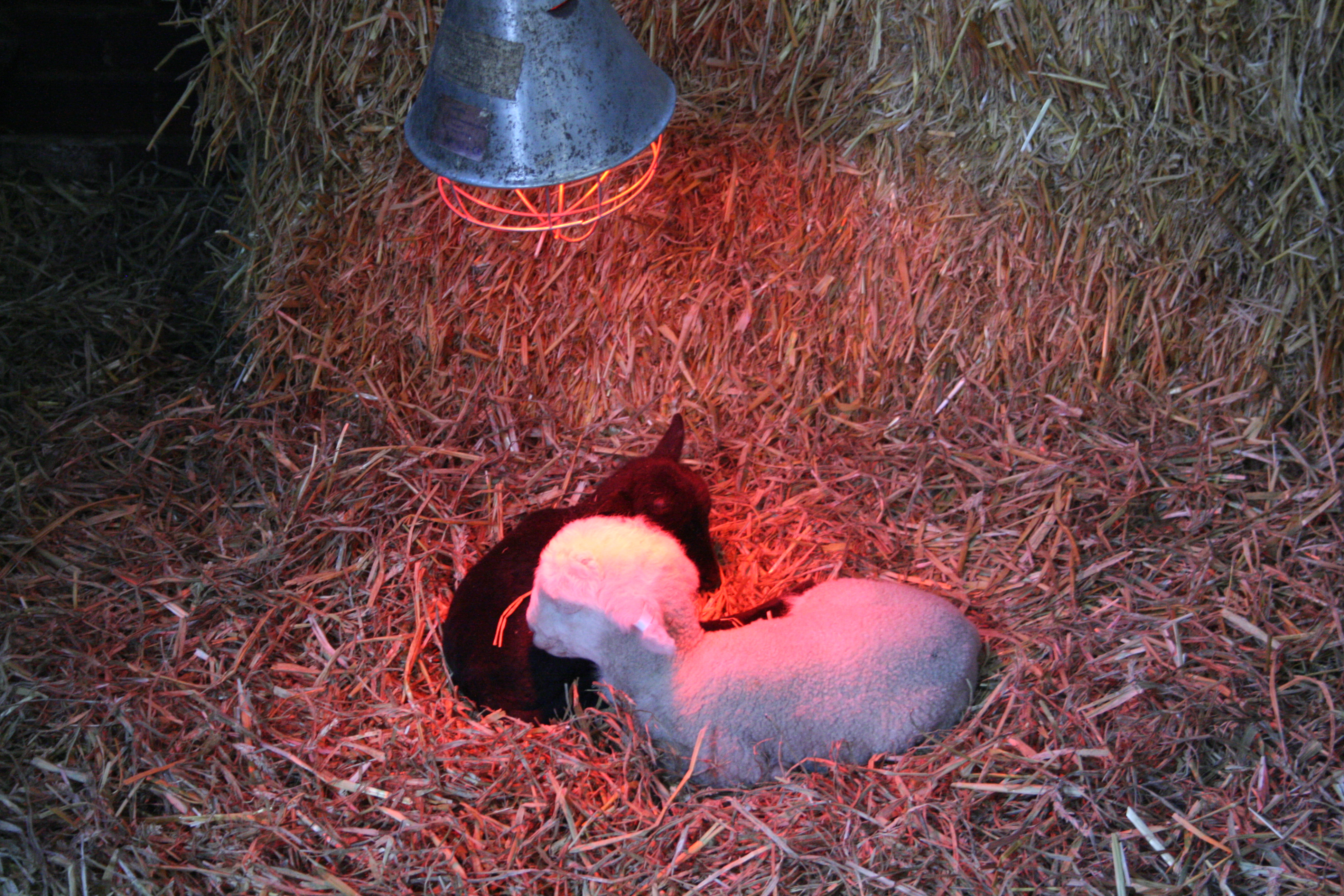
Neugeborene Lämmer unter einer Wärmelampe zur Erhöhung der Überlebenswahrscheinlichkeit.

Der Brunstzyklus des weiblichen Tieres kann asaisonal oder saisonal sein. Die Saison (Brunstzeit) der Schafe liegt im Herbst. Schafe asaisonaler Rassen sind das ganze Jahr über im Rahmen der Zyklen empfängnisbereit. Sie durchlaufen einen Zyklus von 17 Tagen und sind dabei während zwei Tagen empfangsfähig. Die Tragezeit der Schafe beträgt ca. 5 Monate (durchschnittlich 150 Tage). Zwischen den einzelnen Rassen variiert die Tragezeit leicht. Schafe gebären ein bis zwei Lämmer, selten Drillinge pro Trächtigkeit.
In der DDR wurden Schafe ab 1971 künstlich besamt.

## Krankheiten des Schafes
Die häufigsten Todesursachen des Hausschafes in Deutschland sind Lungenentzündung, Clostridiosen und Verwurmung. Viele Medikamente gegen Wurmbefall (Entwurmung) sind nur noch eingeschränkt wirksam, mitunter weil die weit verbreitete Behandlung auf Verdacht (ohne Diagnose) zu Resistenzen führte.
Würmer:
- Rundwürmer: Magen-Darm-Würmer und Lungenwürmer

- Plattwürmer: Bandwürmer
- Saugwürmer: Leberegel

Durch Bakterien verursacht:
- Neurobrucellose
- Moderhinke
- Q-Fieber
- Pseudotuberkulose

Viruserkrankungen:
- Blauzungenkrankheit
- Maul- und Klauenseuche
- Orf (Lippengrind)
- Maedi-Visna
- Jaagsiekte
- Schmallenberg-Virus

Andere Erreger:
- Traberkrankheit (Scrapie)
- Coenurose

### Rückenlage
Zu ernsthaften Problemen kann ein längeres Liegen auf dem Rücken führen – bis hin zum Tod des Tieres. Die Pansenmotorik funktioniert nicht mehr richtig und das Schaf kann ersticken. Zudem drücken die Organe auf die Lunge. Hinzu kommt, dass das Schaf in dieser Position nicht fressen kann.
Hintergrund ist, dass Schafe sich gerne auf dem Boden wälzen, um sich zu jucken. Geraten sie in Rückenlage, kann es passieren, dass sie nicht mehr fähig sind, sich wiederaufzurichten. Vor allem Fleischschafe sind betroffen.
Je nach Fall kann es genügen, sich neben das Tier zu stellen, damit es sich abrollen kann oder das Schaf ,hochzuschubsen‘, damit es sich auf die Seite drehen kann, eventuell auch in mehreren Versuchen.
Auch Spaziergänger sollten auf entsprechende Notfälle achten und Hilfe leisten. Das Betreten der Weide ist dann ausnahmsweise erlaubt.

### Weitere Besonderheiten
Schafe weisen unter den Nutztieren einige Besonderheiten auf. Wie auch Ziegen gelten Schafe als anfällig gegenüber akuten und letalen Krankheitsverläufen. Im Gegensatz zu allen anderen Nutztierarten haben Schafe zudem eine außergewöhnliche Kupferintoleranz. Wird zu viel Kupfer aufgenommen, reichert sich dieses zunächst ohne Symptomatik in der Leber an und wird dann nach Stresssituationen (Hunde, Geburt, Transport, Schur u. a.) potenziell in den Organismus freigesetzt. Die dann ablaufende akute Vergiftung verläuft in der Regel tödlich. Eine zu hohe Kupferaufnahme muss deshalb prophylaktisch verhindert werden. In Deutschland gilt für Alleinfutter ein Grenzwert von 15 ppm (Bezug auf Trockenmasse), für einige Rassen sind Werte über 10 ppm problematisch, weshalb für Werte zwischen 10 und 15 ppm beim Futterverkauf ein entsprechender Hinweis zu geben ist. Kupfervergiftungen sind sowohl in der Hobby- als auch der erwerbsorientierten Schafhaltung nicht selten und treten ein, wenn Futtermittel (auf der Weide oder bei Zufütterung) zu hohe Werte aufweisen oder nicht sachgemäß gehandelt wird. Das kann bei der Aufnahme von kupfersulfathaltigen Klauendesinfektionsbädern der Fall sein (kein zugelassenes Biozid) oder wenn Schafe aus Kupferrohren Wasser trinken. Das kann auch der Fall sein, wenn Mineralfutter, das für andere Nutztiere (die wesentlich toleranter sind) produziert bzw. vorgesehen war, an Schafe verfüttert wird. Auch Flächen mit hoher Kupferbelastung, die regelmäßig beweidet werden oder deren Heu verfüttert wird, stellen ein Risiko dar. Solche Flächen finden sich teils unter Sonderkulturen oder auch auf mit Schweinegülle gedüngtem Grün- und Ackerland. Die Gehalte der Vegetation bzw. der Futtermittel können leicht und kostengünstig in Laboren bestimmt und auf Einhaltung der Grenzwerte getestet werden. Für manche Haltungsformen sind diese Tests eine gute Möglichkeit, um eine Gefahr für die Tiergesundheit weitestgehend auszuschließen. Ein Nachweis einer chronischen Vergiftung am lebenden Tier ist hingegen nicht möglich. Nur Leberproben aus verendeten oder geschlachteten Tieren ermöglichen valide Rückschlüsse auf eine zu hohe Kupferbelastung.

## Schafrassen

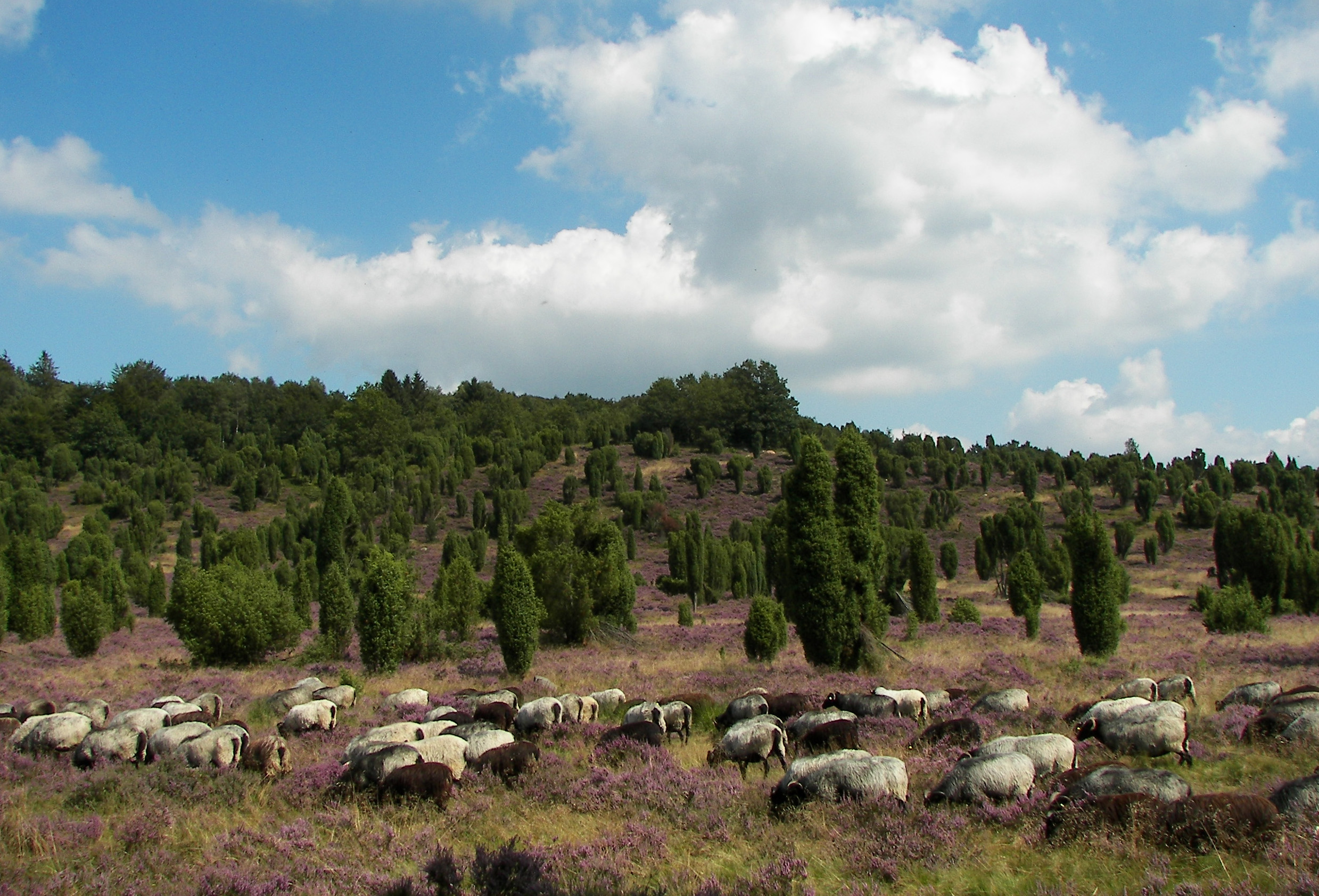
Heidschnuckenherde

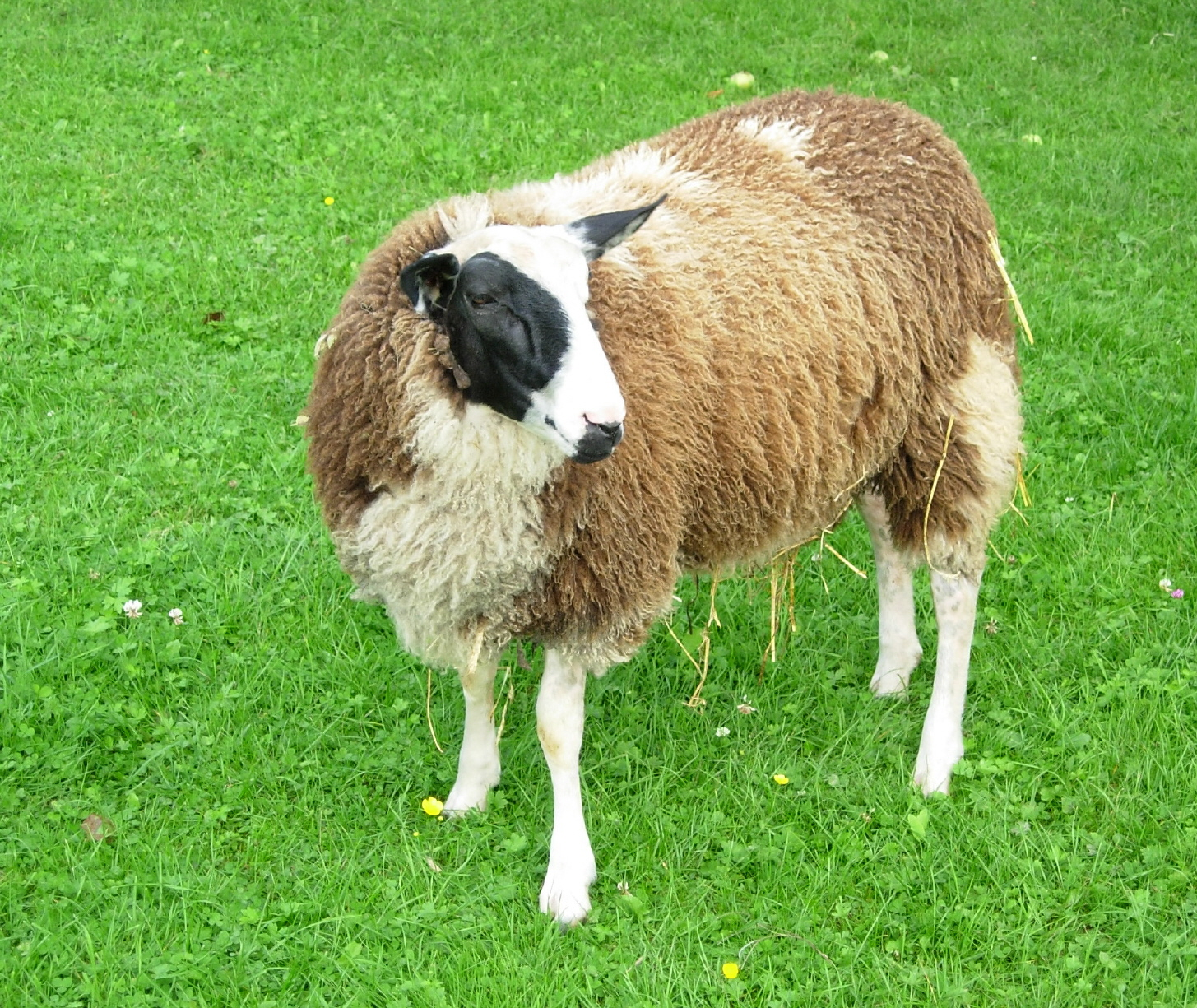
Geschecktes Ostfriesisches Milchschaf

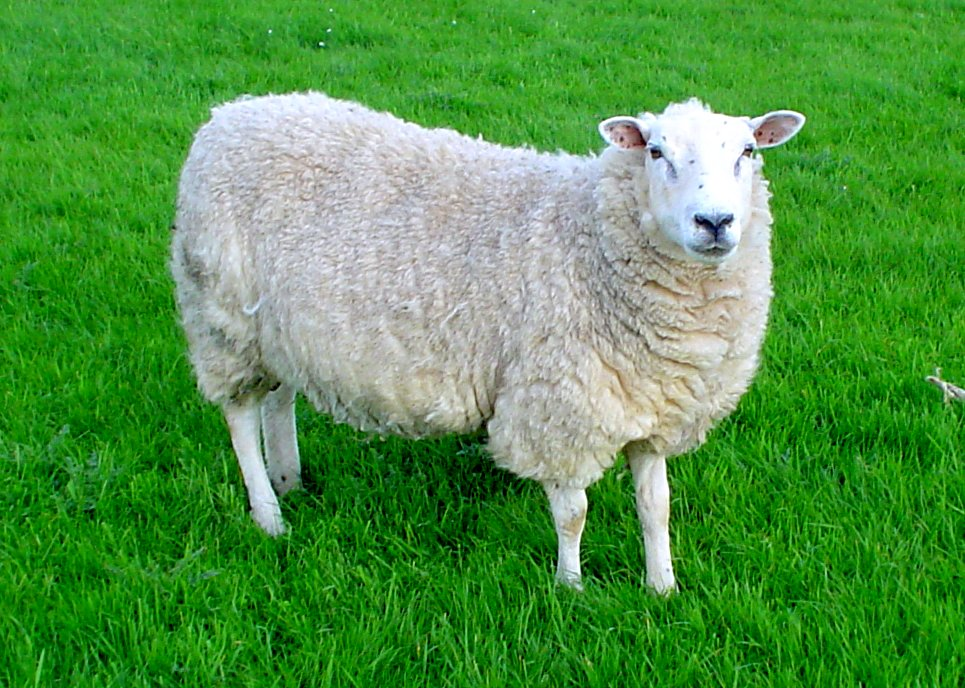
Lleyn-Schaf – eine walisische Schafsrasse

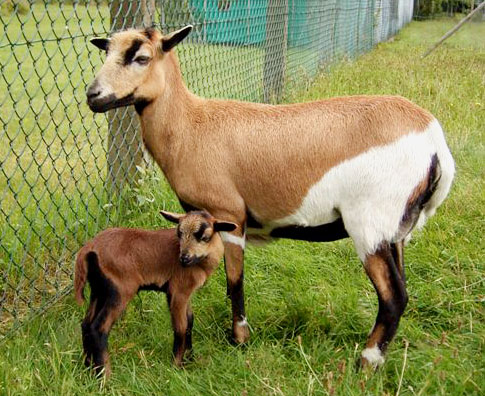
Kamerunschafe

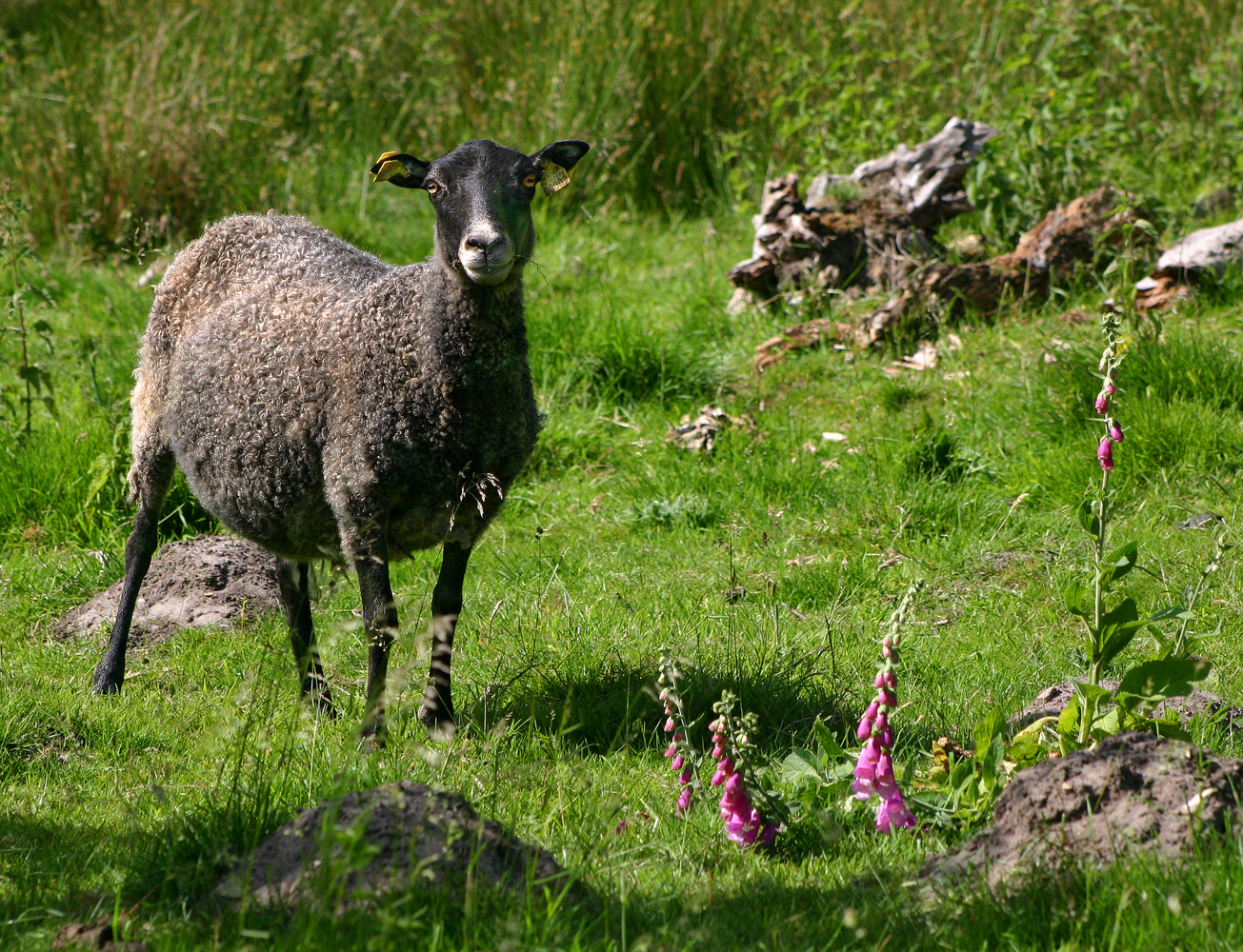
Gotlandschaf

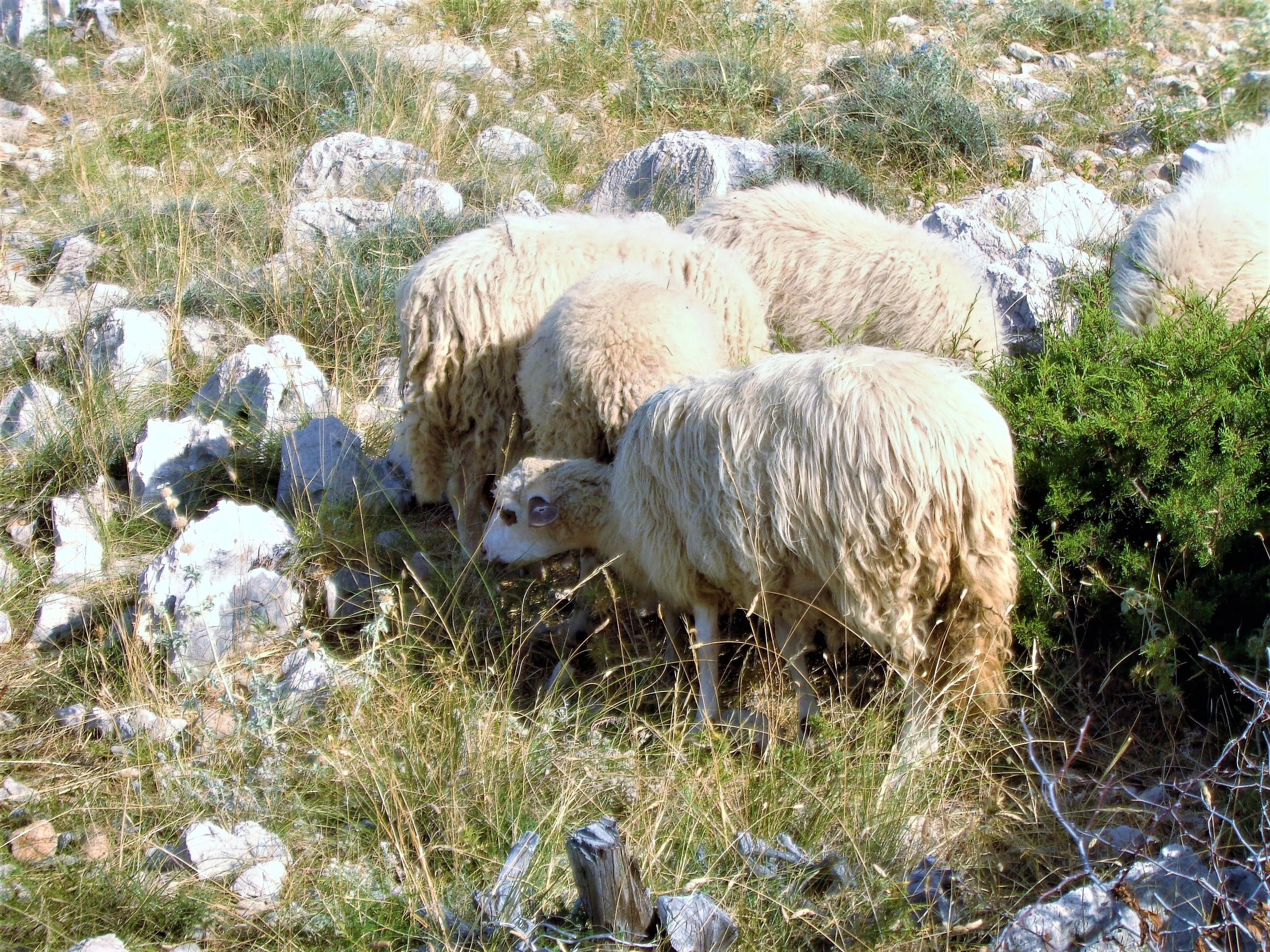
Pager Schaf (Insel Pag), Kroatien

Die Schafrassen können nach dem Wolltyp (Vlies), dem Verwendungszweck (Nutzungsrichtung) und dem Grad der züchterischen Bearbeitung eingeteilt werden.
Man unterscheidet beim Wolltyp zwischen
- Merino-,
- Langwoll-,
- Kurzwoll-,
- Grobwoll- und
- Haarschafen.

Die Einteilung nach Verwendungszweck ist:
- Wollschafe
  - Fein-, Misch- und Grobwollschafe
- Woll-Fleischschafe (sogenannte Zweinutzungsrasse)
- Fleischschafe: Schwarz-, Weiß- und Blauköpfiges Fleischschaf
- Milchschafe: Ostfriesisches Milchschaf
- Pelzschafe: Karakulschaf, Gotlandschaf

Bei der züchterischen Bearbeitung wird gegliedert nach (beispielhafte Rassen angeführt):
- Landschafrassen:
  - Mischwollige deutsche Land- und Heideschafe: Heidschnucke, Bentheimer Landschaf, Rauhwolliges Pommersches Landschaf
  - Schlichtwollige deutsche Landschafe: Bergschaf, Rhönschaf, Ostfriesisches Milchschaf, Schwarzwaldschaf
  - Schlichtwollige Landschafe im übrigen Europa
  - Steppenschafe (mischwollige): Fettschwanzschaf, Fettsteißschaf
- Merinoschafrassen:
  - Merinofeinwollschaf
  - Merinolangwollschaf
  - Deutsches Merinoschaf
- Fleischschafrassen:
  - Englische Fleischschafe: Lincolnschaf, Leicester-Schaf, Suffolk-Schaf und Dorset
  - Französische Fleischschafe: Berrichon du Cher, Ile de France (Schaf)
  - Holländische Fleischschafe: Texelaar
  - Deutsche Fleischschafe: Weißköpfiges Fleischschaf, Schwarzköpfiges Fleischschaf, Texelschaf

In Deutschland ist das Merinolandschaf mit ca. 30 Prozent am verbreitetsten. Das Schwarzköpfige Fleischschaf und das Merinolangwollschaf sind ebenfalls stark verbreitet, wie auch Kreuzungen (siehe auch Tierzucht) zwischen den Rassen.
Zahlreiche früher in Europa weit verbreitete traditionelle Schafrassen sind inzwischen vom Aussterben bedroht, da sie als Nutztiere vergleichsweise geringe Erträge erzielen. Vereinzelt gibt es Wiederaufzuchtprogramme, z. B. für das Steinschaf oder das Zackelschaf.

## Etymologie
Dem Wort „Schaf“ (mittelhochdeutsch schāf) liegt althochdeutsch scāf aus westgermanisch skēpa zugrunde, dessen Herkunft umstritten ist. Darüber hinaus sah unter anderem Johann Knobloch den Ursprung des Wortes im Indogermanischen, näher im Wort schaben im Sinne von „das Geschorene“, was sich wiederum vom indogermanischen skăb(h) (Bedeutung: „mit scharfem Werkzeug schneiden“) ableitet. Damit ergäbe sich in Bezug auf die Schafschur eine Verwandtschaft mit „scheren“ (von mittelhochdeutsch schërn) bzw. „schaben“ (von einer indogermanischen Wurzel skab).

## Besonderes
Das bislang angeblich älteste bekannt gewordene Schaf der Welt war Lucky. Es starb im November 2009 im Alter von 23 Jahren, sechs Monaten und 28 Tagen.
Das erste geklonte Säugetier war das Schaf Dolly. Es wurde nur sieben Jahre alt.
Historisch wurde gebündeltes Laubbaumreisig, das unter anderem zur Fütterung von Hausschafen Verwendung fand, als Schaflaub bezeichnet.
Eine Extremmenge von 42 kg Wolle wurde im September 2015 in Australien von einem Schaf notgeschoren, das wohl jahrelang nicht geschoren worden war.
Da ein Schafbock (auch als Schafsbock bezeichnet), der männliche Vertreter der Gattung Ovis (Widder, Stähr), an einem Tag etwa fünfzig Begattungen vornehmen kann, galt er (wie auch der Ziegenbock) in vielen indogermanischen Kulturen als Sinnbild der Fruchtbarkeit und Verkörperung einer Fruchtbarkeitsgottheit. Diese Vorstellung lebt noch heute im skandinavischen Julbock weiter.
Die Böcke sind wehrhafte und kräftige Tiere. Die Redensart Mit dem Kopf durch die Wand weist darauf hin. Die gewundenen Hörner können Menschen schwer verletzen. Wenn ein fremder Bock in die Herde eindringt, endet der Zweikampf manchmal tödlich.
Der überlieferte Höchstpreis für einen einzelnen Widder beläuft sich auf rund 410.000 Euro; dieser Handel eines Texelschafs geschah im Jahr 2020.